# まりちゃんズ
まりちゃんズは日本のコミックバンド。

## 来歴
東京都大田区立池上小学校、同大森第四中学校の同級生だった藤岡孝章、尾崎純也、藤巻直哉の3人が、1974年「ブスにもブスの生き方がある」の楽曲でフォークコンテストに出場したところ、「歯に衣を着せない」歌詞を評価され、スカウトされた。慶應義塾大学で「梅毒蟻地獄」を歌ったときに審査員をしていた慶應義塾大学野球部のスター山下大輔に絶大な支持を受けたという話もある。1975年に活動停止したが解散はしていなかった。バンド名の由来はクラスの憧れの人の名からとったという（メンバーがそれぞれ、天地真理、夏木マリ、田中真理のファンだったという説もある）。
1974年から1976年までの実質2年間しか活動していないにもかかわらず、リリースした曲のほとんどが放送禁止となる、彼らにとっては「武勇伝」を持つ異色のバンドである。歌詞の内容が、SMやフェチ、ハードゲイなど、1970年代当時の日本の音楽シーンでは考えられないほど挑発的・刺激的であった。
1993年9月15日、「尾崎家の祖母」（おざきんちのばばあと読む）が、JFN系のラジオ番組『赤坂泰彦のミリオンナイツ』で紹介された。シングルCDとして再発され、15万枚を超えるヒットとなった。
1995年に再びまりちゃんズとしての活動を開始。2005年11月23日には尾崎抜きで「藤岡藤巻」というユニットを組んで再デビューする。2008年には「藤岡藤巻と大橋のぞみ」なるユニットでアニメ映画『崖の上のポニョ』（宮崎駿監督）の同名主題歌を担当、ヒットとなる。
なお彼らの楽曲には、「男の世界」「SM（サドマゾ）夜曲」等のゲイ・ホモをテーマとした物が存在するが、彼ら自身はノンケ（異性愛者）であり、それぞれ結婚して家庭も持っている。　
「ブスにもブスの生き方がある」が、女性団体にバッシングされ放送禁止になった。
「尾崎家の祖母」のギターは下積み時代のCharが担当している。
活動再開時、雑誌『FM STATION』にインタビューが掲載されたが、メンバーの写真には黒目線が入っていた。

## メンバー
藤岡孝章（1952年6月5日 - ）
早稲田大学商学部中退。デビュー当時のプロフィールには（通称＝ジェフ、特技＝でんぐり返し、ベーゴマ、メンコ）と書いていた。解散後、山梨鐐平、板垣秀雄と「Do!」を結成。1981年まで活動した。「Do!」では長渕剛と親交があり、長渕と「チョコレッツ」というバンドを組んでツアーを行ったり、一緒にラジオ番組（「長渕くんと藤岡くん」）を持ったりしていた。また、藤巻直哉の結成した「すみちゃんとステゴザウルス」にも曲を提供していた。1982年にミュージシャン活動をやめ、CBSソニーに入社し、主にアイドル（シブがき隊、宍戸留美、河田純子ら）、歌謡曲のディレクターを担当（ロックでは小山卓司を担当）。活動再開当時、ソニーミュージックの新人発掘セクション所属。「新人を売らないで、自分のCDにもなっていない曲をヒットさせて、どうするんだ」とぼやいていた。2004年ソニーミュージックを早期退職し、F2エンタテイメントを設立し、音楽プロデューサーとして活動。そのかたわら、「藤岡藤巻」の活動を行う。2006年から「藤岡藤巻Without藤巻」と称してソロでライブも行っている。家族は妻と2女。桃太郎電鉄シリーズやジャンプ放送局で知られるさくまあきらは従兄弟である。
尾崎純也（1952年4月4日 - ）
慶應義塾大学に藤巻より遅れて入学。デビュー当時のプロフィールには（通称＝スティーブ、特技＝音程をちょびっとはずして歌うことが出来ること）と書いていた。解散後、まりちゃんズの流れを汲んだ「バスケットシューズ」を結成。1980年頃まで活動した。その後、「草刈優作」や「矢沢拓郎」の名で活動し、カセットテープでリリースされたインディーズのコンピレーション盤に1曲参加している。活動再開当時、東急東横線の祐天寺駅界隈のスナックでミュージシャン活動を続行。しかし、現在は音楽活動はやめた模様。1995年、『BSフォークソング大全集』にまりちゃんズとして出演した際、近況についてたずねられ「主夫」と答えているが実際のところは不明である。
藤巻直哉（1952年8月20日 - ）
慶應義塾大学法学部を2年間休学。デビュー当時のプロフィールには（通称＝ポール、特徴＝色は茶色しか知らないこと）と書いていた。解散後、博報堂入社。会社員として勤務する傍ら、1981年に「すみちゃんとステゴザウルス」を結成。ソニーのオーディションに合格している。「キャンパス・レポート もっとクリスタル」などをリリースするが本業が多忙のため1年で消滅。活動再開当時、担当していた『平成狸合戦ぽんぽこ』などスタジオジブリアニメのスタッフロールに名を連ねている。現在も会社員として勤務しつつ『藤岡藤巻』としても活動している。性格は「おおらかでノンビリ」。2人の子供を持つ父親である。

## ディスコグラフィ

### シングル
- 活動時のもの（エレックレコード）
  - ブスにもブスの生き方がある／笑って誤魔化せ（1974年）
  - ひがみブルース／尾崎家の祖母（1975年）
  - 武道館でジョイントを／おちめタンゴ（1975年）
- フォーライフからの再発売
  - ブスにもブスの生き方がある（1981年）
- ポリスターからの再発売
  - 尾崎家の祖母（1994年6月25日） - カップリングは「口づけ」。ノベルティグッズとしてトランプがつくられた。
- 活動再開時のもの
  - 尾崎家の祖母 パート3（ポニーキャニオン、1994年10月21日） - カップリングは「尾崎家の祖母 パート2」。
  - りりかSOS featuring 麻生かほ里：Produced by 秋元康（スターチャイルドレコード、1995年9月21日） - 収録曲の「ナースエンジェル音頭」を歌唱。

### アルバム
- 活動時のもの
  - 三巴狂歌
  - お買徳
- リバイバル版
  - まりちゃんズ ベスト
  - まりちゃんズ ワースト
- 活動再開時のもの
  - 埋蔵盤 - CDとTシャツのセットとして限定発売されたが、のちに分売もされている。CDのパッケージには秋元康の文章が印刷されたシールが貼付されている。
  - ナースエンジェルりりかSOS ～ハート・エイド・セカンド～ - 収録曲の「りりかSOS～まりちゃんズ・ヴァージョン」を歌唱。